# Pasi Häkkinen
Pasi Häkkinen (Lappeenranta, 25 giugno 1977) è un allenatore di hockey su ghiaccio ed ex hockeista su ghiaccio finlandese.

## Carriera
Ha giocato per quasi tutta la sua carriera in patria, tra la prima serie (SM-Liiga, nelle squadre del Saipa, dalle cui giovanili proviene, Jokerit Helsinki, Lukko Rauma e Ilves Tampere), la seconda (Mestis, nell'Hokki Kajaani, HC Salamat, FPS Forssa e LeKi Lempäälä) e nella terza (allora 1. divisioona, oggi Suomi-sarja, con il KooKoo Kouvola).
Fanno eccezione una stagione (2001-02) in Gran Bretagna coi Nottingham Panthers e una (2005-06) in Danimarca con l'Herning IK. Nel giugno 2008 ha firmato un contratto con l'Hockey Club Bolzano, voluto dall'allenatore dei biancorossi, il finlandese Jari Helle. Dopo due anni si è trasferito in Germania, nella seconda Bundesliga, con i Dresdner Eislöwen, per passare dopo un anno ai bielorussi dell'HK Gomel, nel campionato nazionale.
Anche qui rimase una sola stagione, tornando poi nella seconda serie tedesca con i Starbulls Rosenheim, con cui rimase fino al 2014.
Nella stagione 2014-2015 ha vestito le maglie di EV Landshut (DEL 2), SønderjyskE (campionato danese) e ESV Kaufbeuren (nuovamente DEL 2). Al termine della stagione si è ritirato per tornare in Finlandia e divenire allenatore dei portieri dell'Hokki.

## Palmarès

### Club
- Campionato italiano: 1

Bolzano: 2008-2009
- Coppa Italia: 1

Bolzano: 2008-2009
- Supercoppa italiana: 1

Bolzano: 2008

### Individuale
- Miglior portiere della Continental Cup: 1

2006-2007